# Maximum a posteriori
L'estimateur du maximum a posteriori (MAP), tout comme la méthode du maximum de vraisemblance, est une méthode pouvant être utilisée afin d'estimer un certain nombre de paramètres inconnus, comme les paramètres d'une densité de probabilité, reliés à un échantillon donné. Cette méthode est très liée au maximum de vraisemblance mais en diffère toutefois par la possibilité de prendre en compte un a priori non uniforme sur les paramètres à estimer.

## Définition
La méthode du maximum a posteriori consiste à trouver la valeur {\displaystyle {\hat {\theta }}_{\mathrm {MAP} }} qui maximise la grandeur {\displaystyle L(\theta )p(\theta )} où {\displaystyle L(\theta )} est la vraisemblance et {\displaystyle p(\theta )} la distribution a priori des paramètres {\displaystyle \theta }.
Ainsi, l'estimateur au maximum de vraisemblance est l'estimateur MAP pour une distribution a priori uniforme.

## Applications

### Astronomie
Le maximum a posteriori est utilisé en astronomie en complément de télescope à optique adaptative pour estimer l'image réelle à partir d'une image perturbée.

### Reconstruction phylogénétique
Dans le cadre de l'inférence bayésienne appliquée à la phylogénétique moléculaire, le MAP permet de déterminer la topologie la plus probable d'un phylogramme à partir par exemple de séquences d'ADN.